# フライドポテト
フライドポテト（フランス語: Frite、イギリス英語: chips(細長いものは、Fries)、アメリカ英語: French friesまたはFries）は、ジャガイモを食べやすい大きさに切って、油で揚げた料理である。
日本ではフライドポテトの他にポテトフライと呼ぶこともあるが、いずれも和製英語である。また、ポテトがフライドポテトの略称として定着している。
ベルギーではフリッツ（Frietjes）と呼ばれる。このほかベルギーではベルジャンフライ（Belgian Fries）と呼ばれることもある。
フランス（カナダのフランス語圏など含む）では、日常的には単にフリット（フランス語: frite）と呼ばれ、学問的表現としてはポム・（ド・テール・）フリット（フランス語: pommes [de terre] frites）がある。
アメリカ英語ではフレンチフライ（French fries）と呼ばれる。これは、第一次世界大戦中に米国の兵士がベルギーのフランス語圏で現地の食べ物として本国に伝えたためである。イギリス英語ではチップス（chips）と呼ばれる。オランダでは、一度粉末にしたジャガイモを成形して揚げたものをラスパタト（Raspatat）と呼ぶ。

## 概説
一般に発祥地と見なされているベルギーでは国民食となっている。ベルギーでは国をあげて自国のフリッツ（フライドポテト）をUNESCO世界文化遺産登録に申請するほど、日常生活に根付いた食べ物である。ベルギーでは年間350万トンのジャガイモがフライドポテト、マッシュポテト、フレークなどに加工されており、家庭でのフライドポテトなどのジャガイモの加工品の消費量は年間6～7キログラムにのぼる。また、ベルギーは世界有数のジャガイモ輸出国、特にフライドポテトの原料となる冷凍ジャガイモについては世界最大の輸出国である。約170カ国に冷凍ばれいしょを輸出しており、調製・保存処理済の加工ジャガイモもオランダ、ドイツ、フランス、イギリスなどに輸出している。
世界各国のスーパーの冷凍食品コーナーにはベルギー産やアメリカ産などのフライドポテトが並んでいる。また、ファーストフードチェーンの世界展開にともない、フライドポテトは世界中で親しまれるようになっている。
フライドポテトを好む人は各国で増えており、頻繁に食べられるようになっている。しかしながら、栄養学的観点からすると脂質と糖質の割合ばかりが高くて健康にはあまり良くなく、「ジャンクフード」に分類されている。またアクリルアミドを含んでおり、発がん性との関連が強く疑われるデータもある。

## 発祥
発祥の地に関して広く伝わる説は、ベルギー南部のフランス語圏にある都市・ナミュールが起源とする説である。このナミュール起源説にも諸説あるが、最も有力とされる説はナミュールにはムーズ川が流れていて日常的に川魚が食べられていたが、1680年の冬は特に厳しく川が凍結して魚が獲れなかったためジャガイモを揚げて飢えをしのいだという。
しかし、ナミュールでジャガイモが広まったのは1735年以降で、仮に1680年当時にジャガイモが存在していたとしても、バター、動物性油脂、植物性油脂が貴重品だったため揚げる調理法をとることは困難だったとする反論もある。
一方、2018年8月1日にはフランスの新聞『フィガロ』が19世紀初頭のパリでフリットが登場したと唱える研究家のインタビューを掲載し、論争になっている。パリ起源説によるとポンヌフの橋のたもとにあった屋台が起源であるとしている。この説はアメリカの「フレンチフライ」という呼称とも符合する。
フライドポテトの起源に関しては諸説あるが、ジャガイモを油で揚げる料理法を初めて書物として出版したのはベルギーとされている。ベルギーのブルッヘ（ブルージュ）にはフリッツ博物館があるほか、ブリュッセルにも博物館がある。

## 調理法

### 材料
材料はジャガイモである。ベルギー産の主なジャガイモ品種として、ビンチェ（Bintje）種、フォンテーン（Fontane）種、チャレンジャー（Challenger）種、イノベーター（Innovator）種、アグリア（Agria）種などがある。

### 形状
以下のような形状がある。
ストレートカット
少し太めにスティック状にカットしたもの。シューストリング（後述）よりも太めのもので、レギュラーカットの名称で分類されることもある。
シューストリング
細めにスティック状にカットしたもので名前は靴紐に由来している。
ウェッジカット（ナチュラルカット）
皮つきで三日月形（くし形）にカットしたもの。
カーリーカット（スパイラルカット）
渦巻き状にカットしたもの。
クリンクルカット（ウエーブカット）
表面を波状（ギザギザ）にカットしたもの。
ラティスカット
網目状にカットしたもの。
クリスピー

ワッフル

スパイラル

手割
手でジャガイモを割った形状のもの。

### フライ
最も一般的な揚げ方は素揚げである。鍋のほかフライヤーも用いられる。

## 各国の消費形態

### 各国の食文化

#### ベルギー
ベルギーでは主食扱いである。料理の付け合わせはパンよりもむしろフリッツであることが普通である。街角にもフリッツスタンドが立ち、ベルギー人にとっては主食のようになっている。なお、ベルギーではフライドポテトに何らかのソースをつけて食べることが一般的で、伝統的にはマヨネーズが付けられる。フリッツにつけられる他の面白いソースとしてはソースアンダルーズ、サムライソース、ジョピソースがある。ソース・アンダルーズ（fr:Sauce andalouse）はマヨネーズとトマトペーストとペッパー類（ピメントかピーマン類）でできているものである。サムライソース（fr: sauce samouraï）はマヨネーズにハリッサと油とレモン汁を加えたピリ辛ソース。ジョピソース（en:Joppiesaus）というのはマヨネーズに卵、たまねぎ、ピクルス、スパイス、カレー粉を加えたもの。

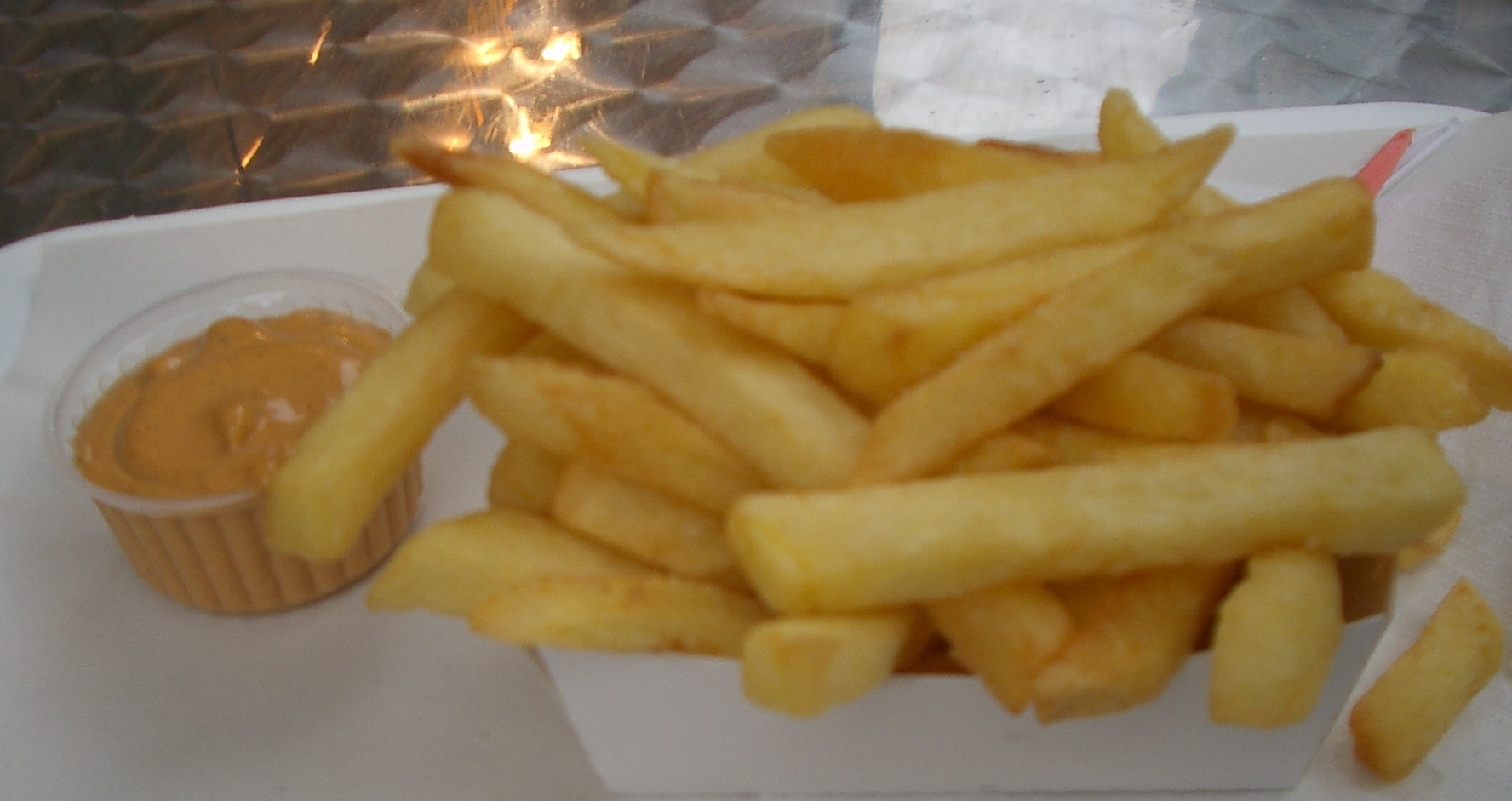
ソース・アンダルーズ
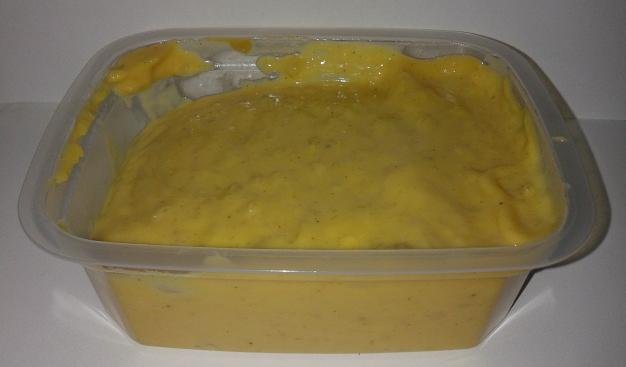
ジョピソース

#### フランス

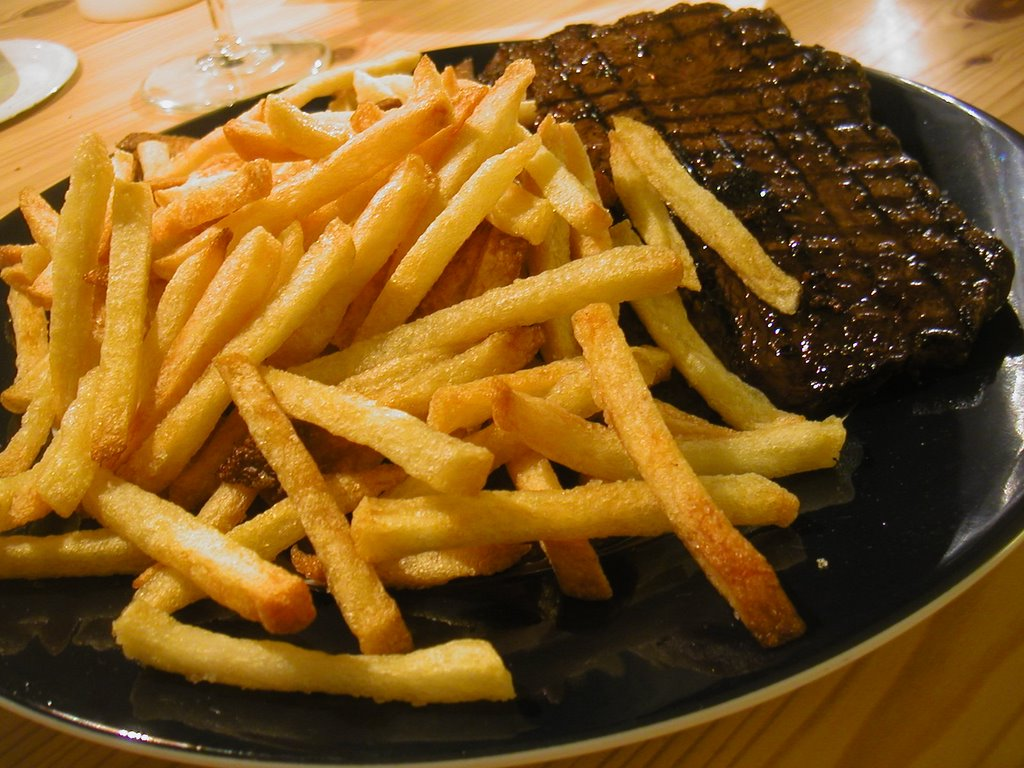
フランスでもっともありふれた食べ方である、ビーフステーキとフリットの組み合わせ。フランスの日常食。

フランスではビーフステーキとフリットの組み合わせが、ありふれた食べ方であり、街中の庶民的な食堂でも中級程度のレストランでも提供されている。

#### オランダ
オランダでは基本的に日常生活の中で昼食や軽食として食べられている。

#### イギリス
イギリスでは、皮ごと乱切りにしたポテトを揚げたものをポテトウェッジズと呼ぶ。名前の由来は「くさび型」を意味する。また、チップバティと呼ばれるフライドポテトのサンドイッチが、老若男女問わず愛されている。

#### アメリカ
アメリカのレストランでは、ハンバーガーやサンドイッチの付け合わせとしてフライドポテトが供される。これはハンバーガーを主な商品とするファストフード店でも受け継がれており、バーガー類とドリンク、フライドポテトを組み合わせたセットメニューが用意されていることも一般的。こうした店のフライドポテトの材料となるジャガイモは、専用の大型品種が用いられる。アメリカの主なフライドポテト業者として、シンプロット、ラムウェストン、マケイン・フーズ、コナグラフーズ、ハインツ傘下のオレアイダがある。

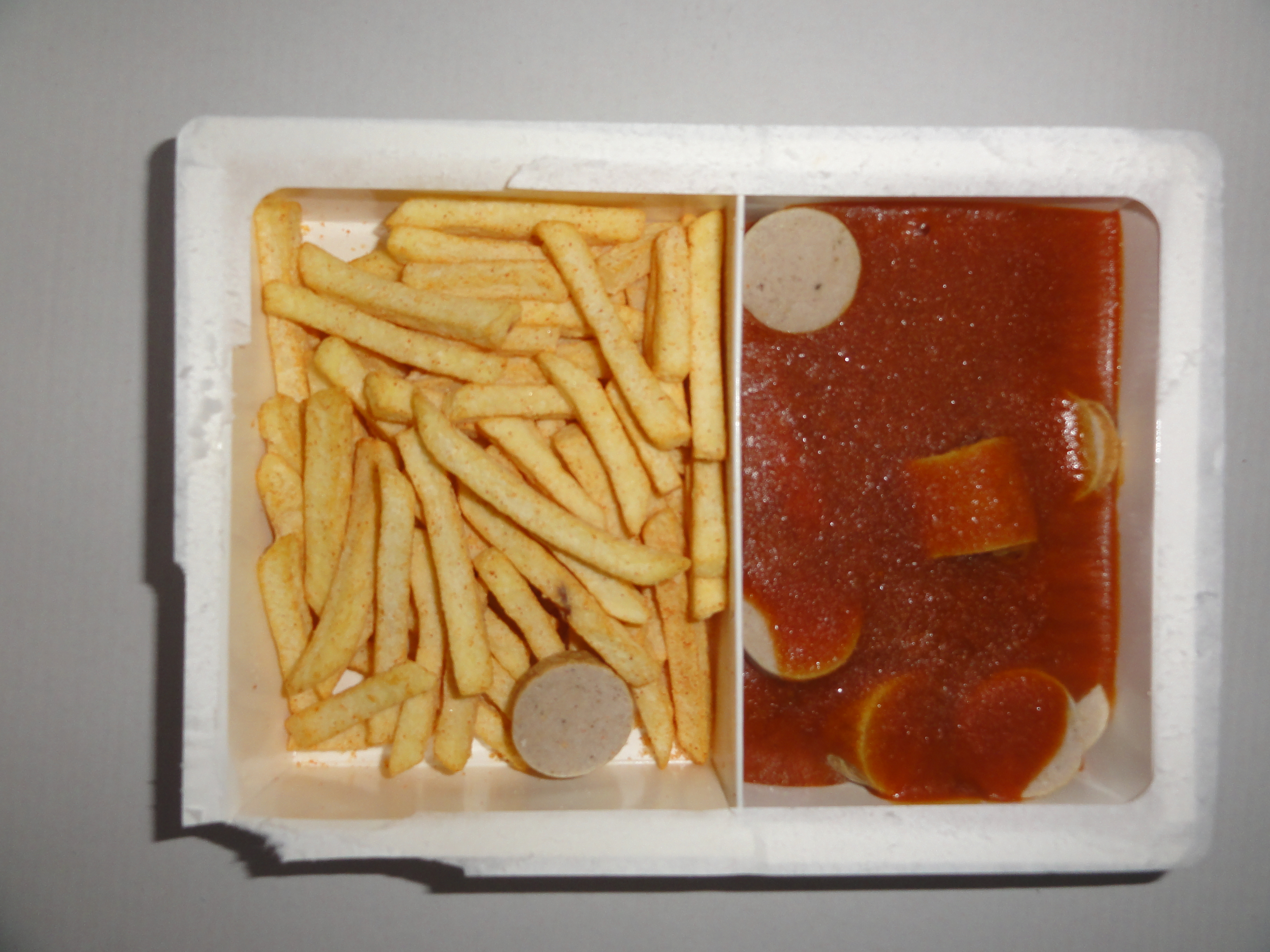
冷凍食品
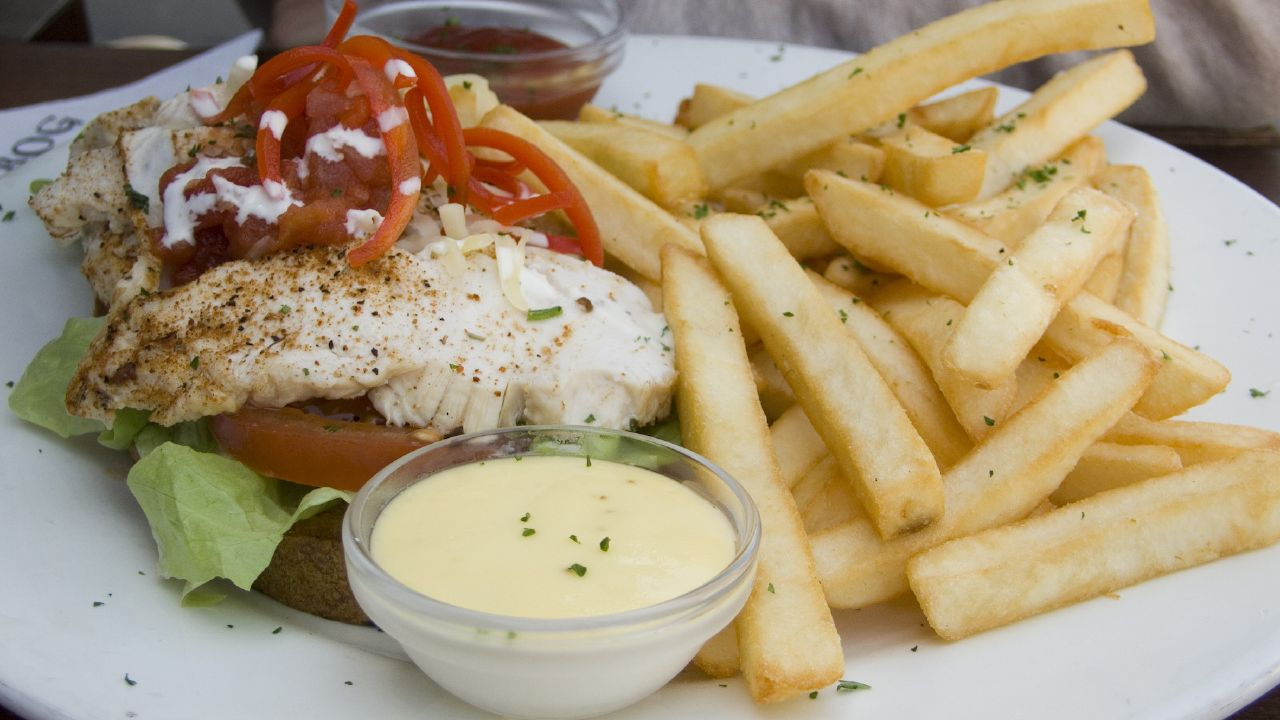
鶏料理の付け合わせとして
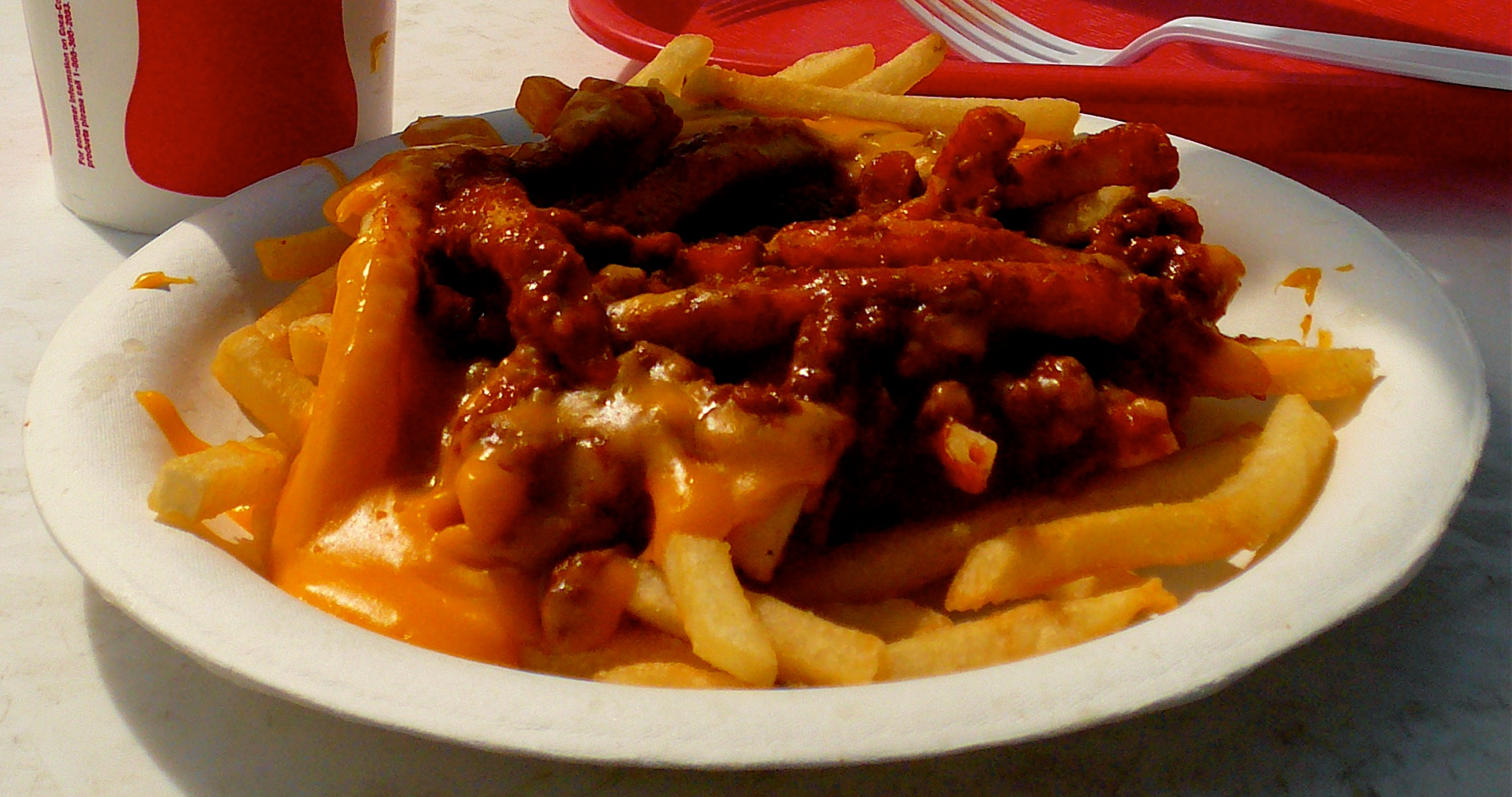
チリチーズフライ（チリソースとチーズを掛けたもの）
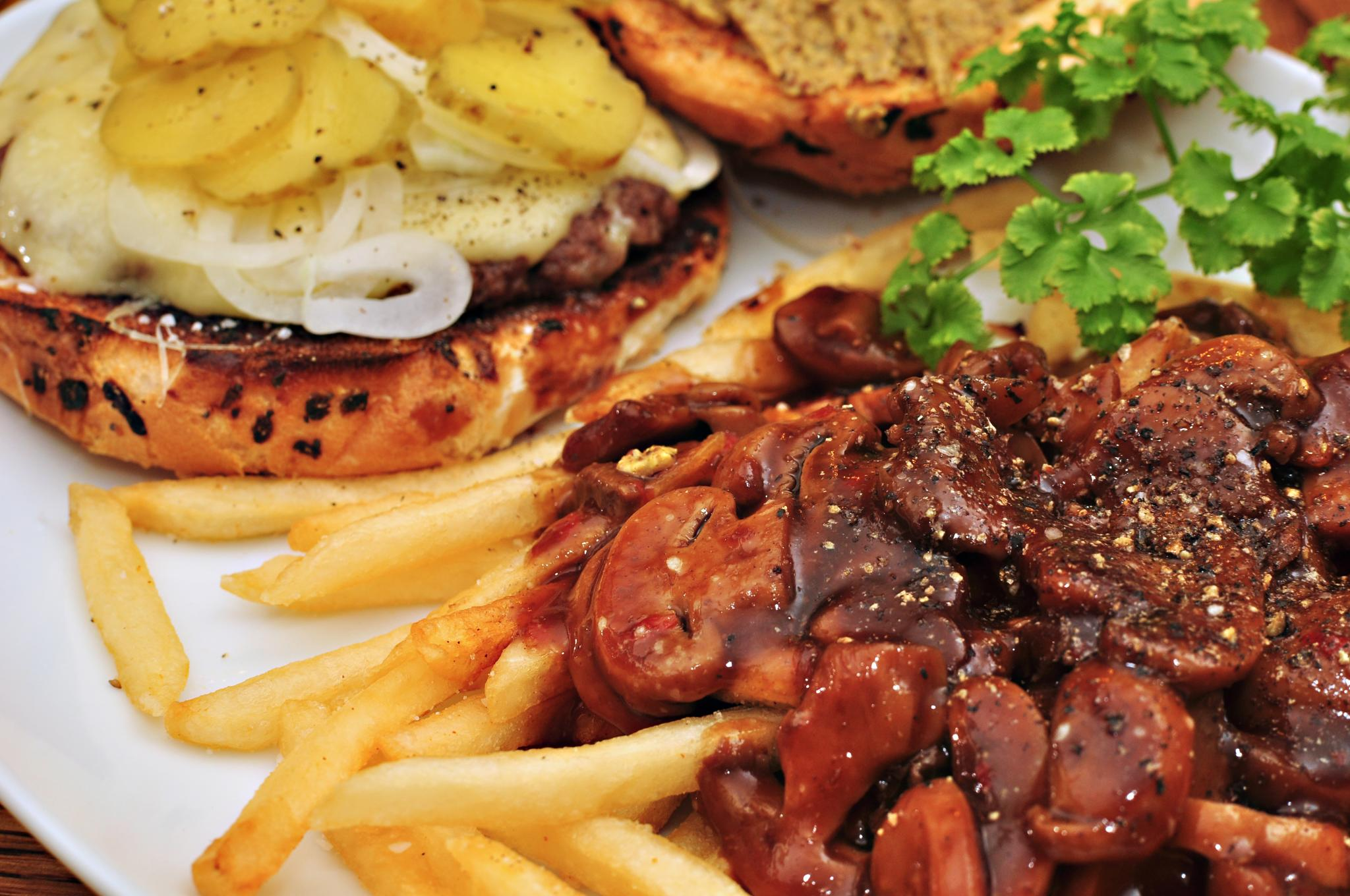
マッシュルームグレービーをかけたもの
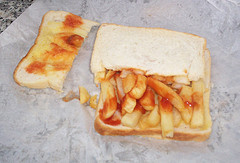
チップバティ
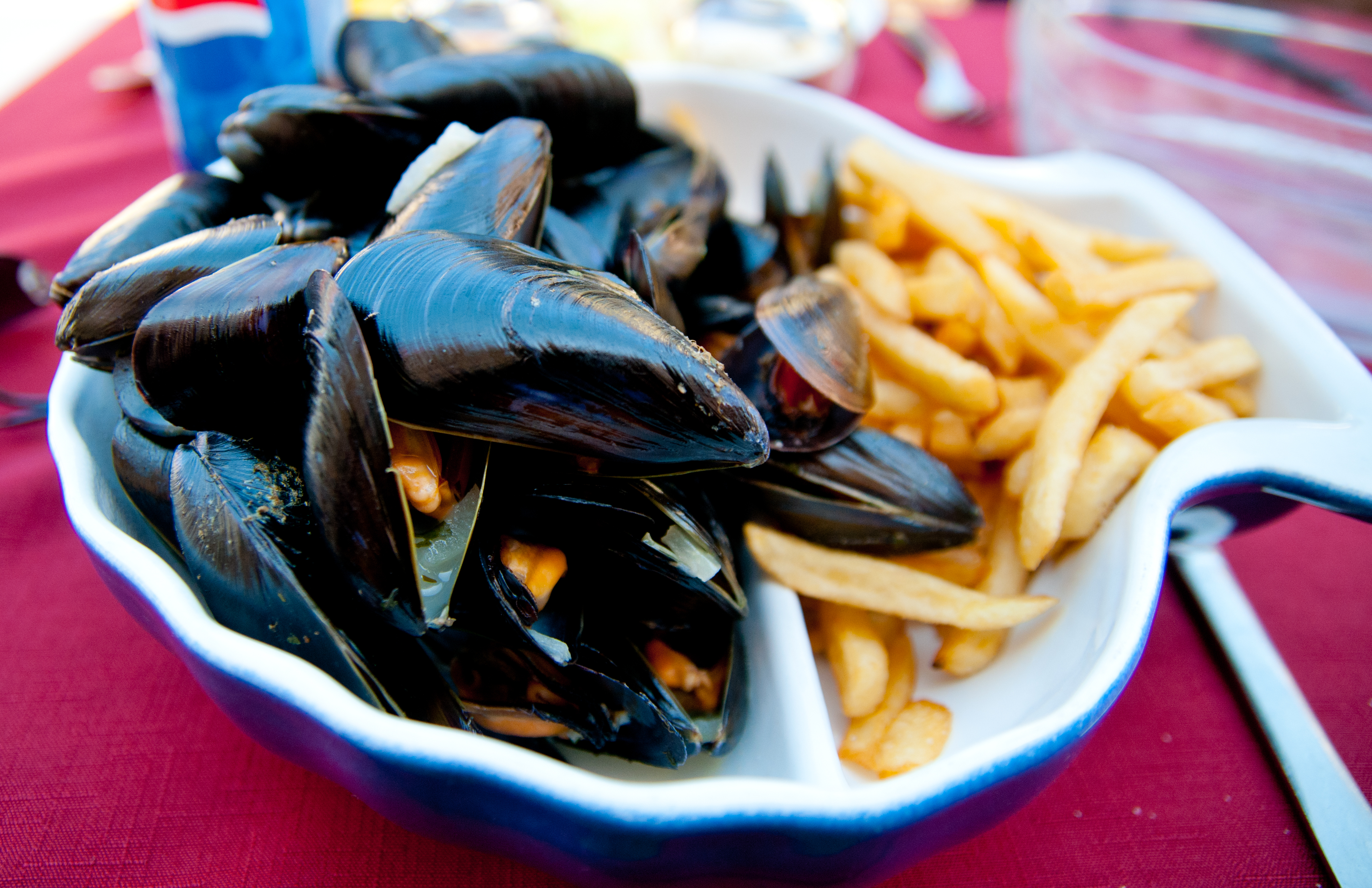
ムール・フリット（ムール貝とフライドポテトのセットをメインとする）
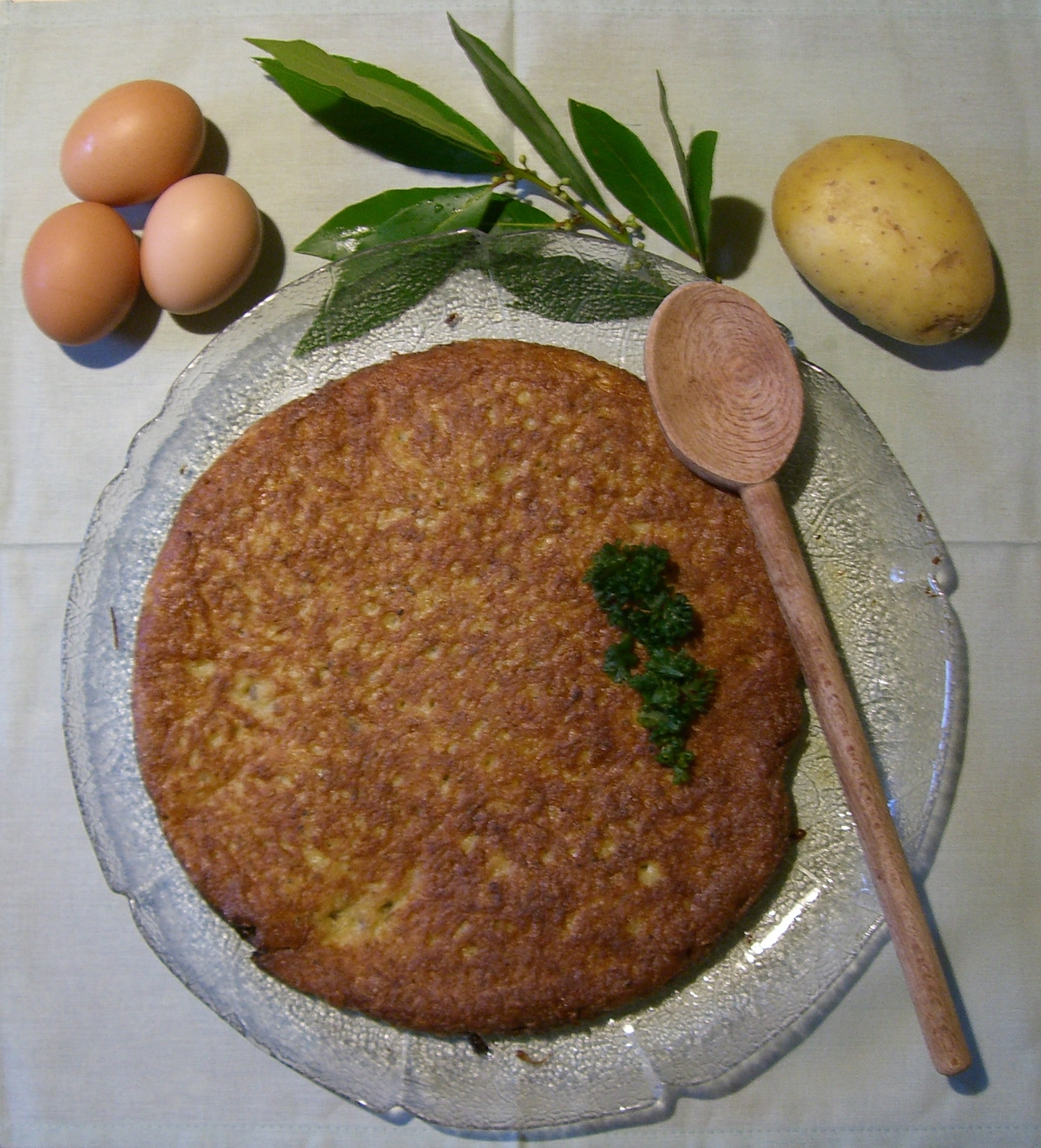
フランス料理のクリーク (料理)。
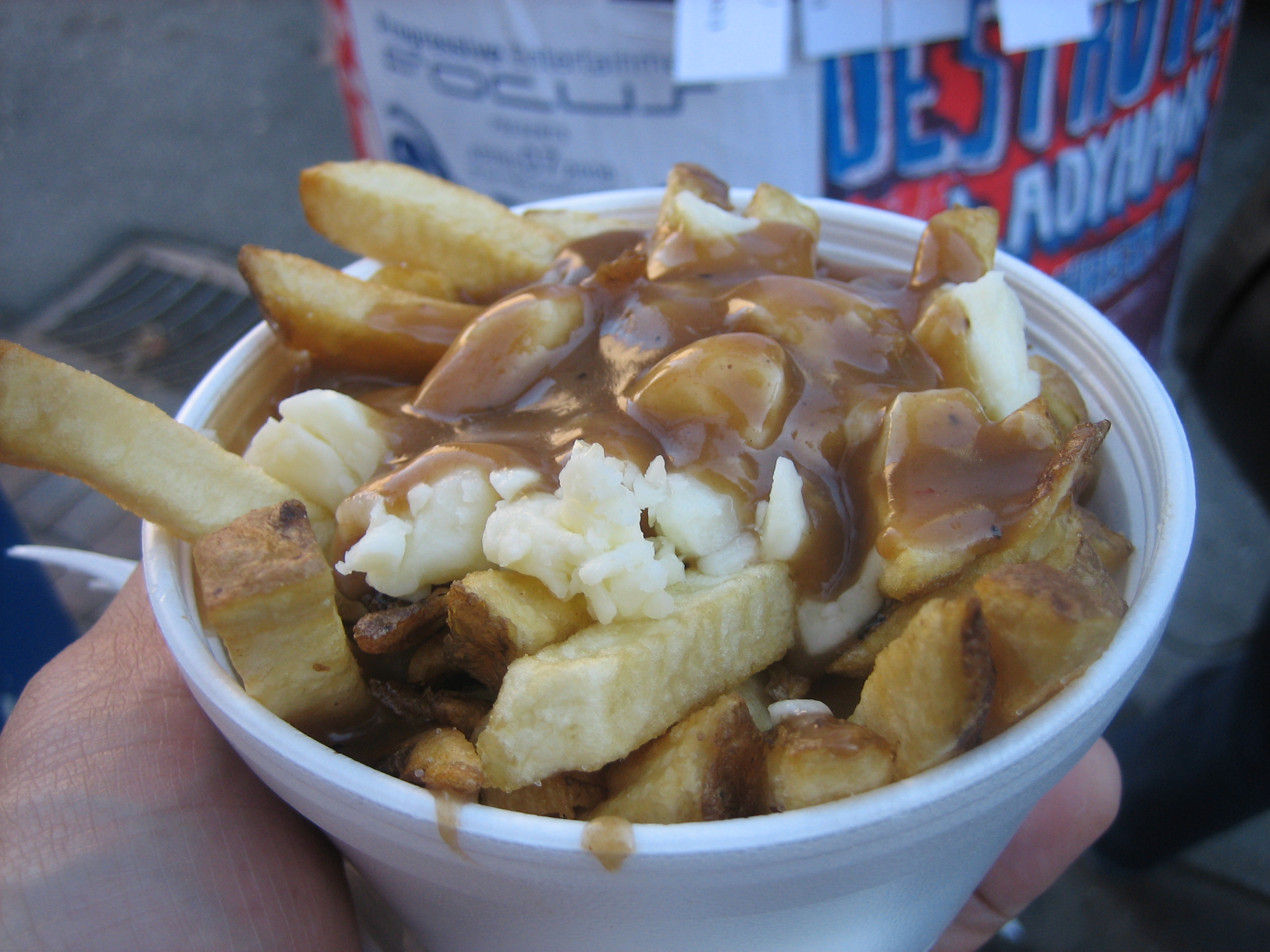
プーティン
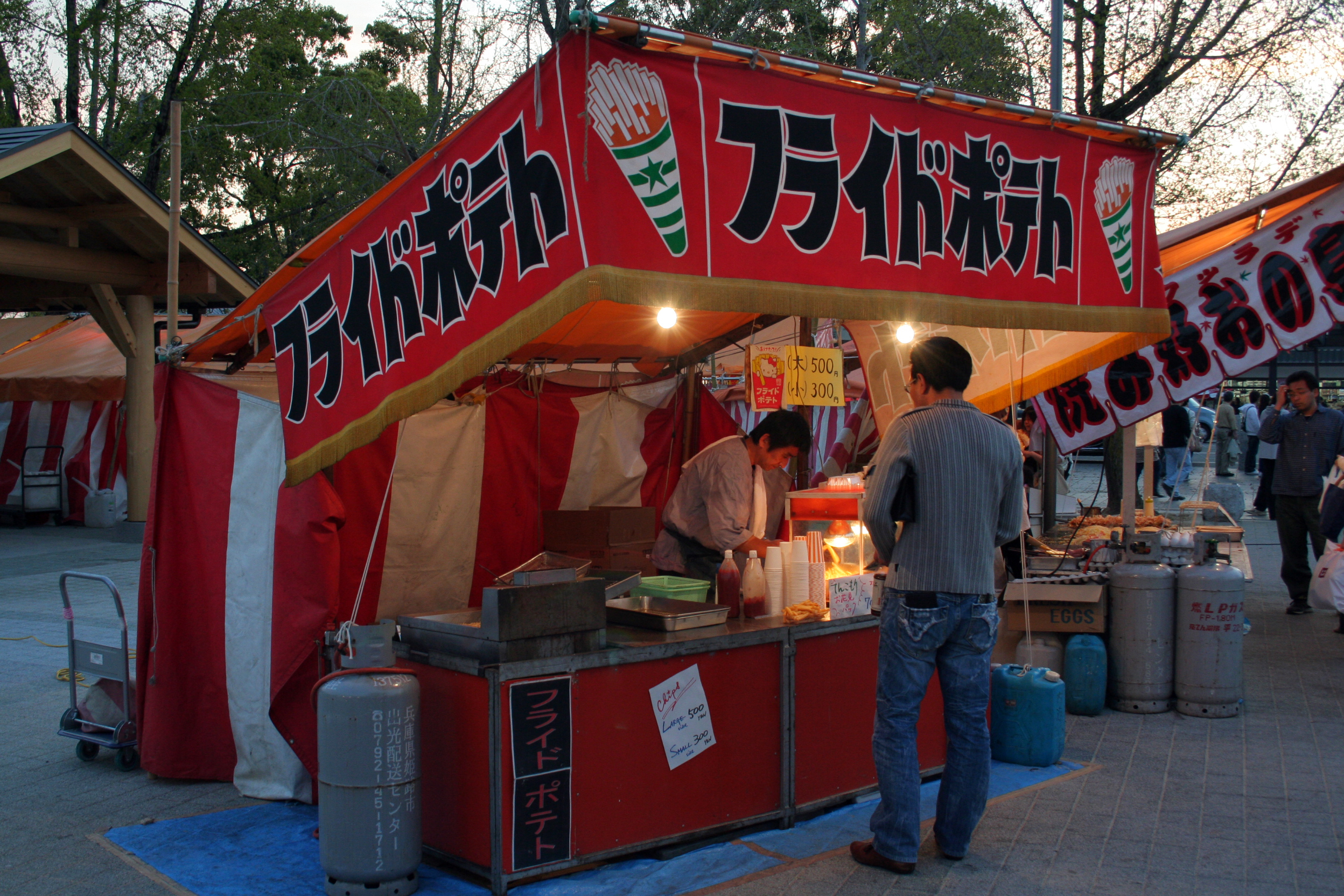
日本の屋台

### ハンバーガーチェーンの提供形態
ファストフードチェーンのハンバーガー店ではたいてい「ポテトカートン」と呼ばれる専用の紙容器に入れられて提供される。
味付け用にケチャップ（およびマヨネーズベースのソース）などが提供されていることが多い。
一部のファストフードチェーン店は、シーズニングを添付している。客はそれをフライドポテトの入った紙袋に入れて振って味付けして食べることができる。明治サンテオレが1986年に開発した商品である。
- マックフライポテト
- モスバーガーの「モスウォーカー」

## 健康に対する影響

### 脂質等
糖質と脂質が多く、カロリーが高いジャンクフードである。油で揚げる調理法から、使用する油脂によってはトランス脂肪酸も含まれる。また、味付けのために添加される食塩は高血圧症や胃癌に関係する。このため、一部のファストフード店では揚げずに短冊切りのジャガイモをオーブンで焼いたベイクドポテトを提供するサービスを行なっている。ファストフード店のフライドポテトは2か月半放置してもカビが生えないという考え方があり、製品によっては冷凍加工される段階で食品添加物として二リン酸ナトリウムが添加され、その場合は煮沸された状態で徐々に加水分解されオルトフェニルフェノールになることが根拠として提示されている。

### アクリルアミドの含有とその発がん性
世界保健機関 (WHO) の下部組織である国際がん研究機関 (IARC) は、フライドポテトに多く含まれるアクリルアミドを「人に対しておそらく発癌性がある物質」（グループ2A）として評価している。これは発癌性物質の分類中、リスクの高い方から2番目で、焼き魚の焦げに存在するベンツピレンと同ランクである。
これは、動物実験の結果からヒトでの発癌性が推測されているものの、実際にヒトの細胞での発癌を確認したものでも、アクリルアミドを多く摂取した者ほど発癌傾向が高まるというような疫学的な知見が固まっているものでもないという段階と言える。ただし、2007年のオランダでの疫学調査では、食品からのアクリルアミドの摂取量が多いグループで、一部の癌の発症率が統計的に有意に高いことが示されている。
アクリルアミドは合成樹脂や化学繊維の原料として工業的に利用されており、動物での発癌性は比較的古くから知られていた。しかし、2002年にスウェーデン政府がストックホルム大学と共同で行った研究で、炭水化物を多く含む芋等を高温で焼くか、揚げることで、アクリルアミドが多く生成されることが発表され、ありふれた食品に同様の物質が存在することが驚きをもって伝えられた。
実際、その後の各国の研究機関の分析でもポテトチップスやフレンチフライにアクリルアミドが含まれることがわかっており、日本の国立衛生研究所の分析でも、フレンチフライ1 kg当たりに512 - 784μgの含有が確認された。一方で、同様の芋類でも煮るような調理では生成されにくいことも明らかとなっている。
2010年のFAO/WHO合同食品添加物専門家会議（JECFA）では、食品中に含まれるアクリルアミドの量を低減するための適切な努力を継続することを勧告している。